# Il Cinema Ritrovato
Il Cinema Ritrovato ist ein Filmfestival, das der Geschichte des Kinos gewidmet ist. Es zeigt Klassiker, Retrospektiven und die neuesten restaurierten Filme aus Laboren und Filmarchiven auf der ganzen Welt. Die meisten der gezeigten Filme stammen vom frühen Kino bis in die 1960er-Jahre. Es wird jeden Sommer von der Cineteca di Bologna organisiert und ist das weltweit bedeutendste Festival für Filmrestaurierung.

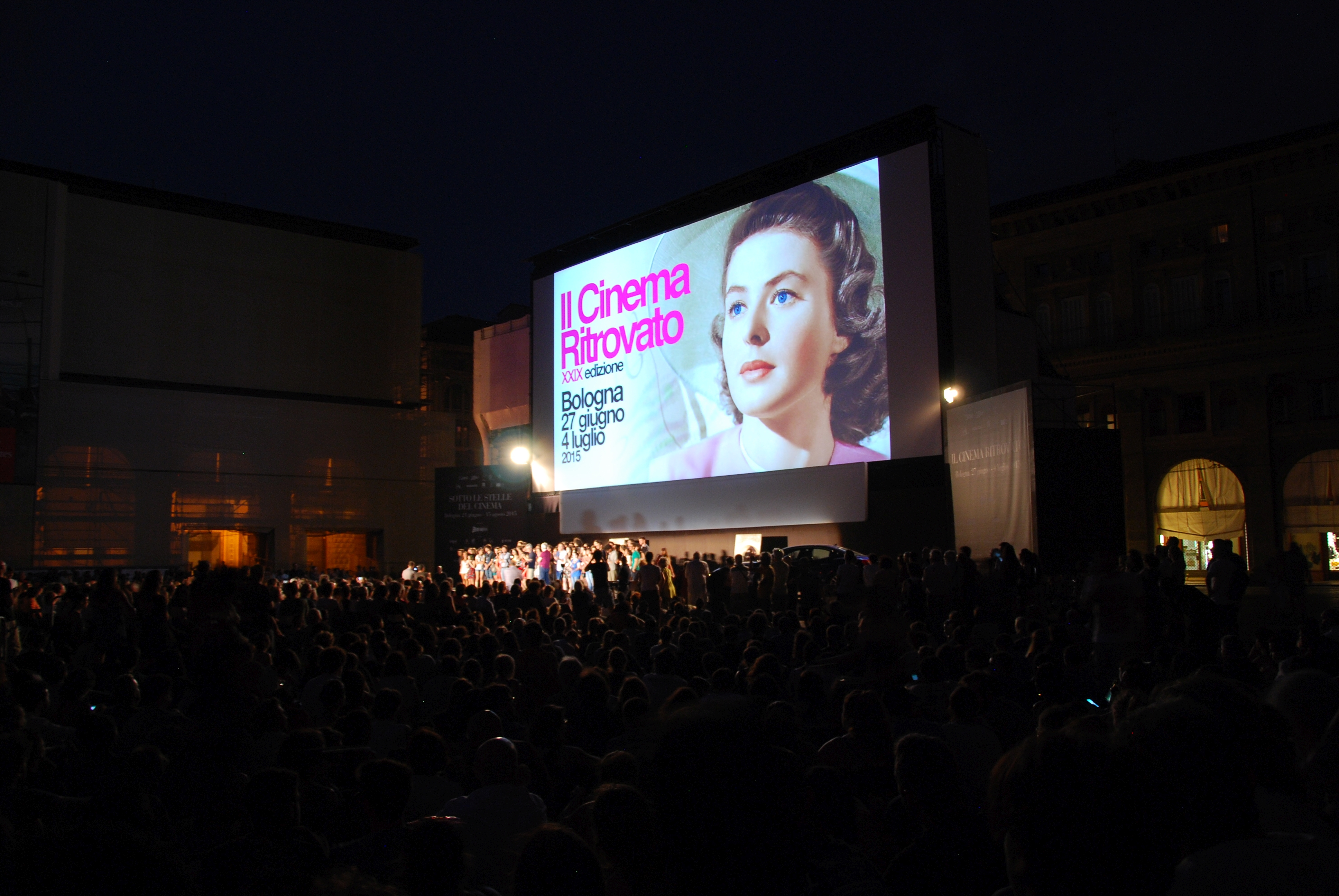
Open-Air-Vorstellung im Rahmen des Il Cinema Ritrovato-Filmfestivals im Juli 2015 in Bologna, Italien

## Geschichte
Das Cinema Ritrovato wurde 1986 als dreitägige Veranstaltung gegründet und wurde im Laufe der Zeit immer größer. Im Jahr 2019 zeigte das Filmfestival rund 400 Filme an neun Tagen (22.–30. Juni 2019). Der für das Jahr 2020 anvisierte Termin (20.–28. Juni) wurde wegen der COVID-19-Pandemie auf den Zeitraum 25.–31. August verschoben.

## Sektionen
Ein kleiner Teil der Sektionen ist jährlich wiederkehrend, beispielsweise die Sektion Cento anni fa, in der Filme gezeigt werden, die vor genau 100 Jahren veröffentlicht wurden. Eine andere regelmäßige Reihe ist Ritrovati e Restaurati, in der ausgewählte neue Restaurierungen (sowohl digital als auch analog) und Wiederentdeckungen aus der ganzen Welt gezeigt werden. Der überwiegende Teil der Sektionen wird jährlich neu programmiert und widmet sich etwa einer Retrostepktive einer Regisseurin oder eine Regisseurs oder der Produktion eines Filmlandes in einem bestimmten Zeitraum.

## Preise und Auszeichnungen
Das Festival verleiht Preise für DVD- und Blu-ray-Veröffentlichungen, die sogenannten DVD Awards: Best Special Features, Best Box Set, Best Rediscovery of a Forgotten Film, Best Single Film Release und Peter von Bagh Award.

## Orte
Das Filmfestival findet an mehreren Orten im Zentrum von Bologna statt. Zu den Schauplätzen zählt die allabendliche Open-Air-Vorstellung auf der Piazza Maggiore mit mehreren tausend Zuschauerinnen und Zuschauern. Auf dem Gelände der Cineteca di Bologna an der Piazzetta Pier Paolo Pasolini befinden sich unter anderem das Cinema Lumière mit mehreren Sälen (Sala Officinema/Mastroianni und Sala Scorsese) sowie das Auditorium – DAMSLab. Zu den im Rahmen des Festivals genutzten Kinos der Stadt gehören unter anderem: Pop Up Cinema Medica Palace, Cantiere Modernissimo, Cinema Arlecchino, Cinema Jolly und Sala Cervi.

## Il Cinema Ritrovato on Tour
Das Festival kooperiert mit Einrichtungen auf der ganzen Welt, um einen Teil des Festivalprogramms in Nachlauf außerhalb Italiens zugänglich zu machen. In Deutschland waren Teile des Programms im Caligari in Wiesbaden sowie an der Filmuniversität Babelsberg in Potsdam zu sehen.

Il Cinema Ritrovato 2019
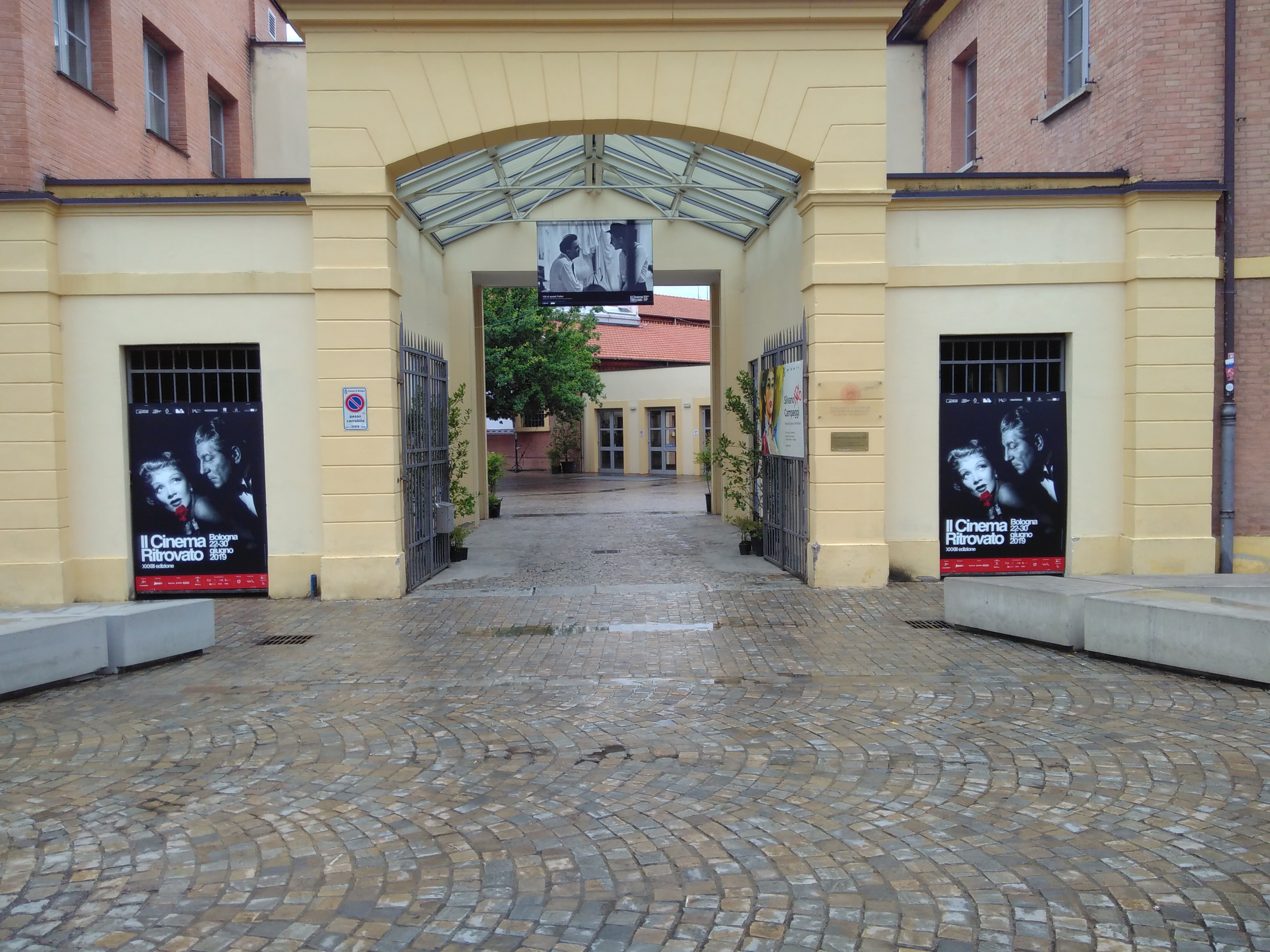
Eingang zur Piazzetta Pier Paolo Pasolini in Bologna während des Filmfestivals "Il Cinema Ritrovato 2019"
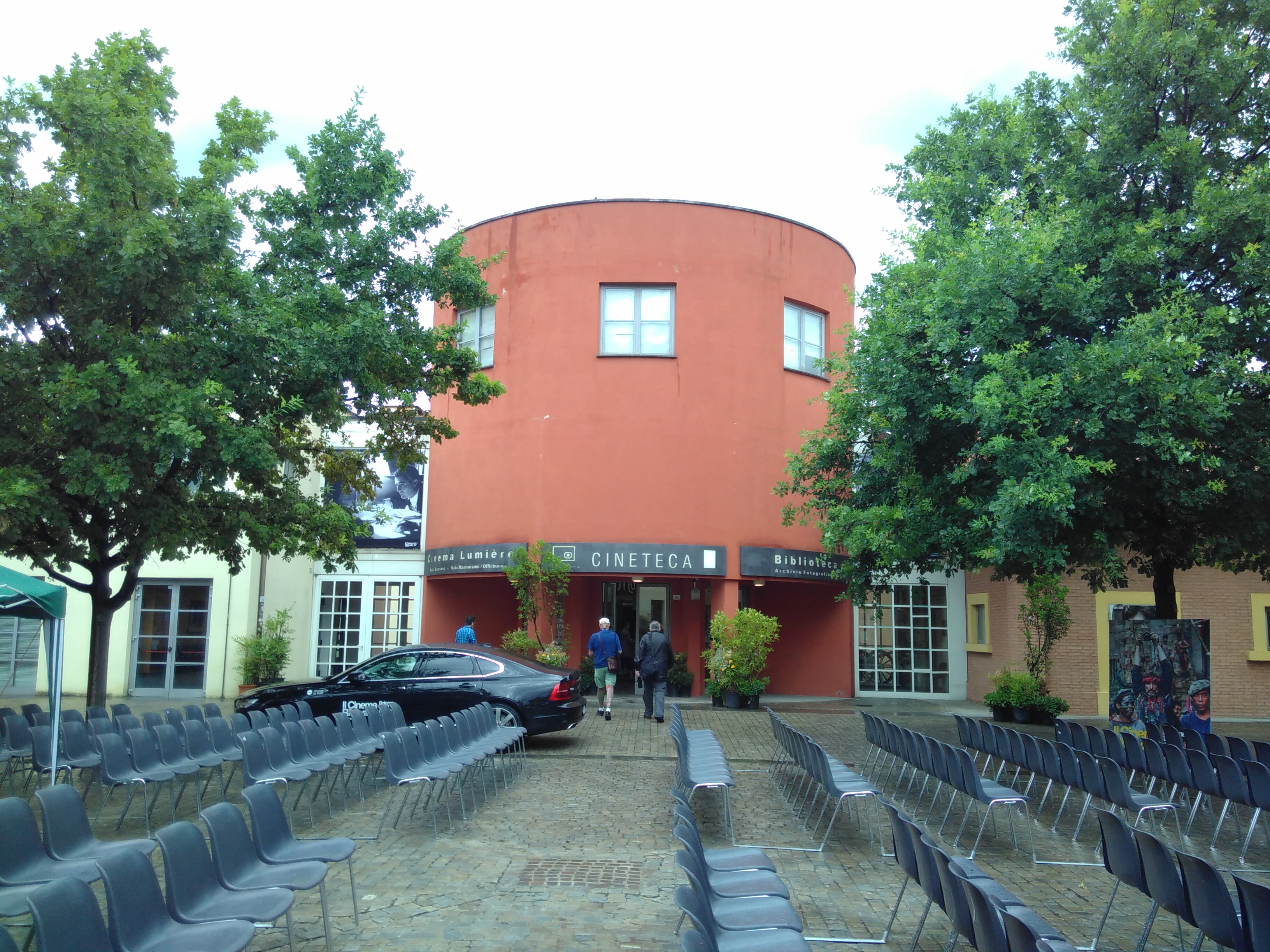
Piazzetta Pier Paolo Pasolini in Bologna während des Filmfestivals "Il Cinema Ritrovato 2019"
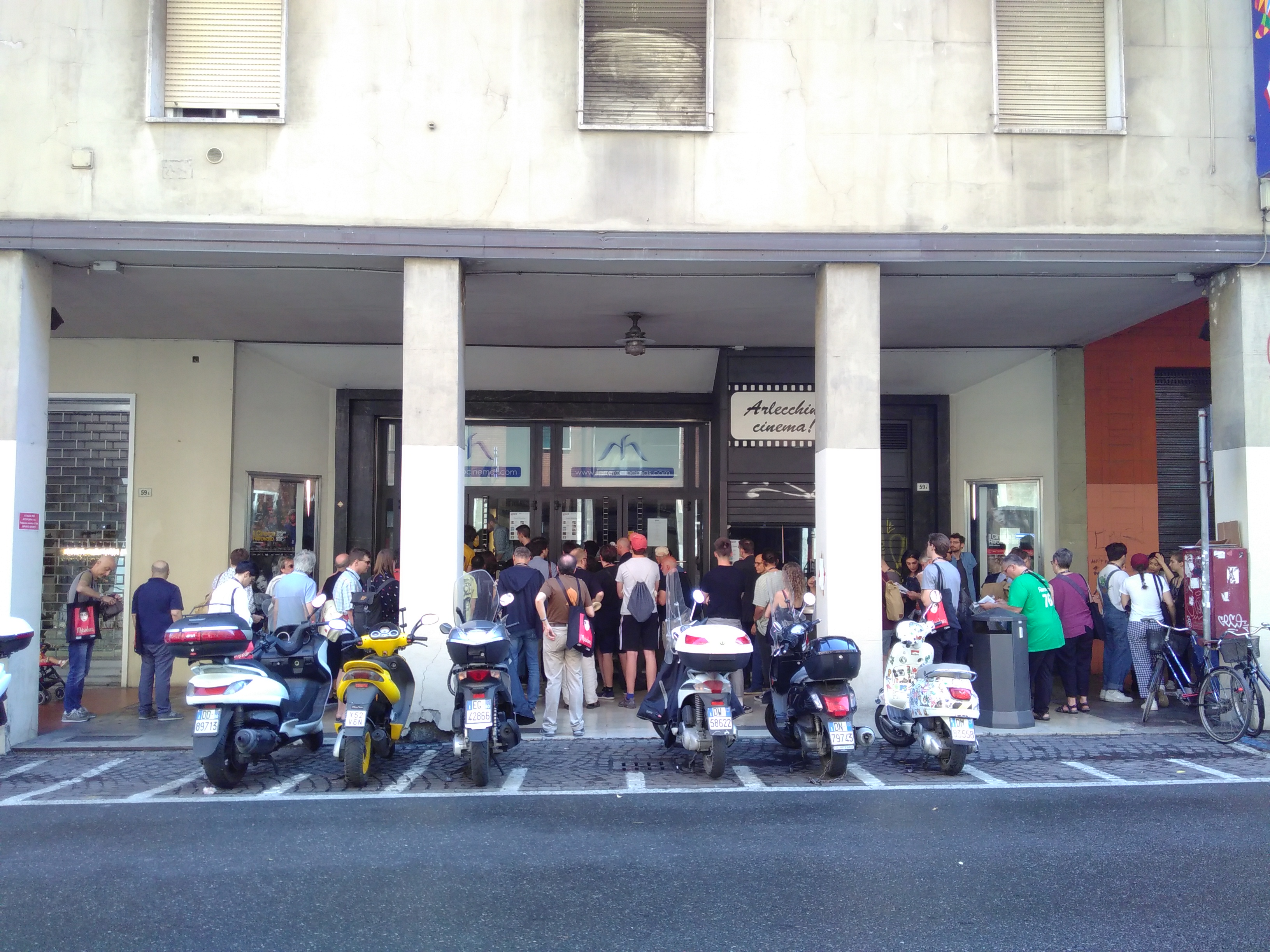
Schlange vor dem Cinema Arlecchino während des Filmfestivals "Il Cinema Ritrovato 2019"
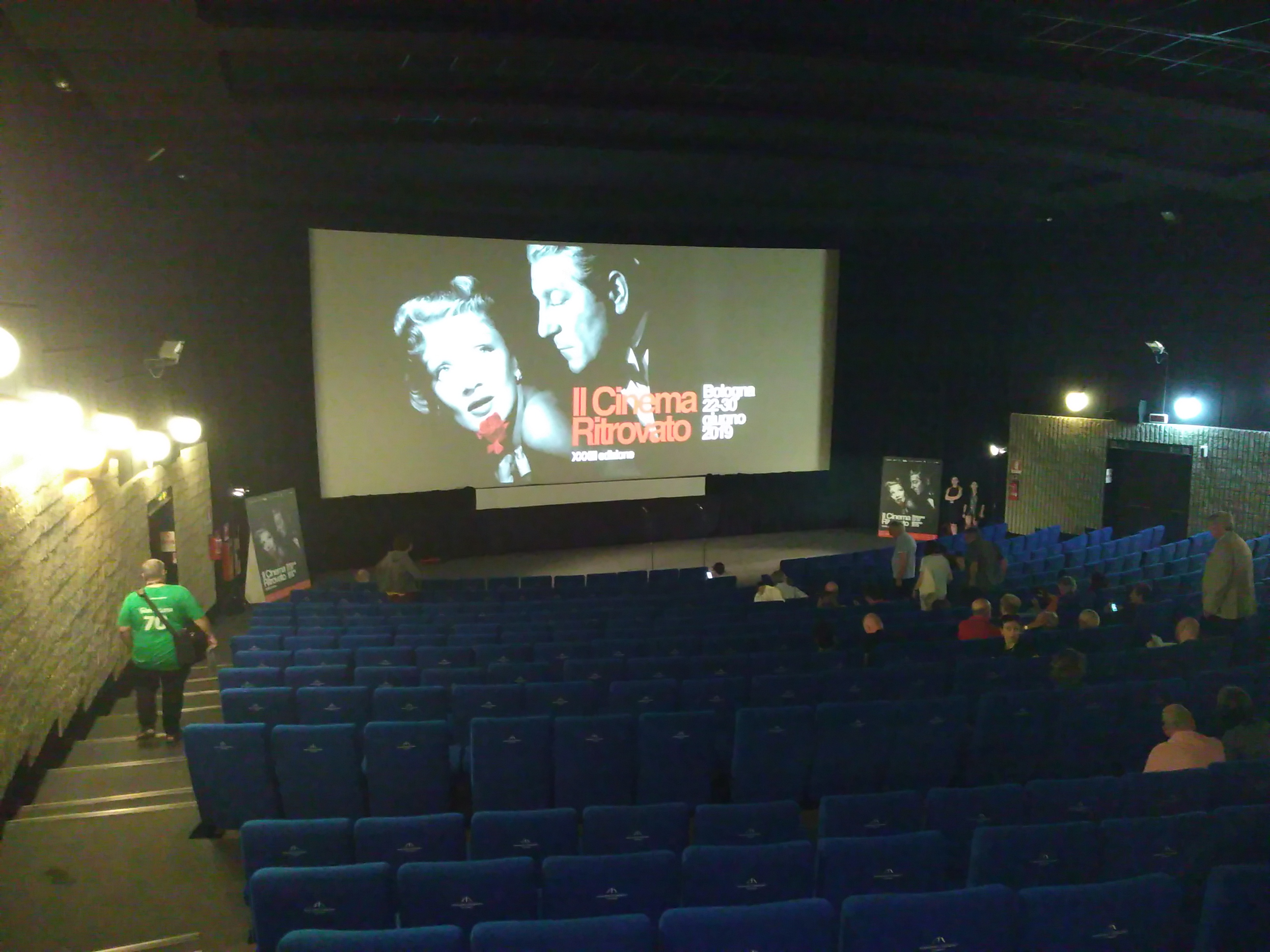
Innenraum des Cinema Jolly vor einer Vorführung im Rahmen des Filmfestivals "Il Cinema Ritrovato 2019"
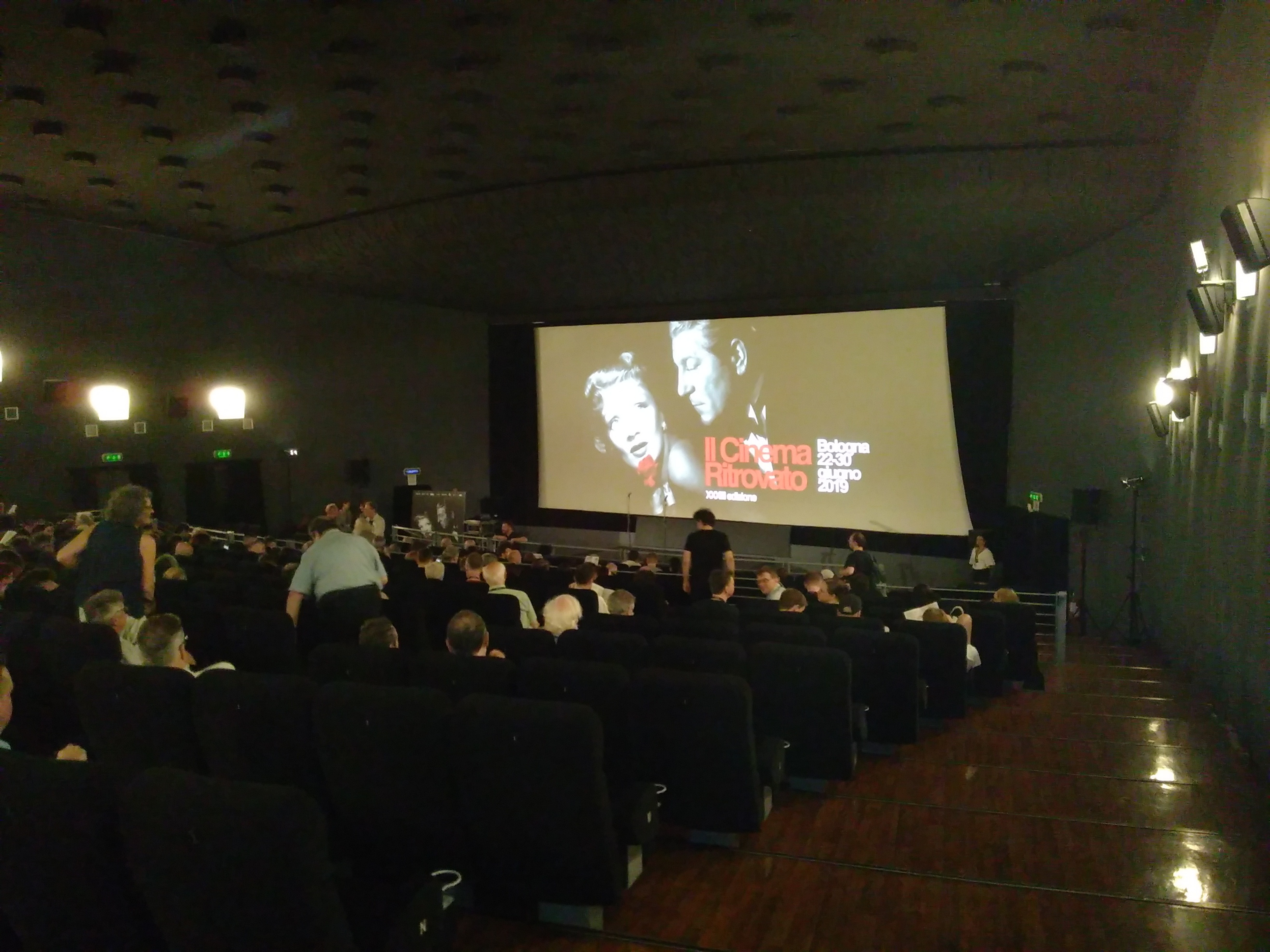
Innenraum des Cinema Arlecchino vor einer Vorführung im Rahmen des Filmfestivals "Il Cinema Ritrovato 2019"
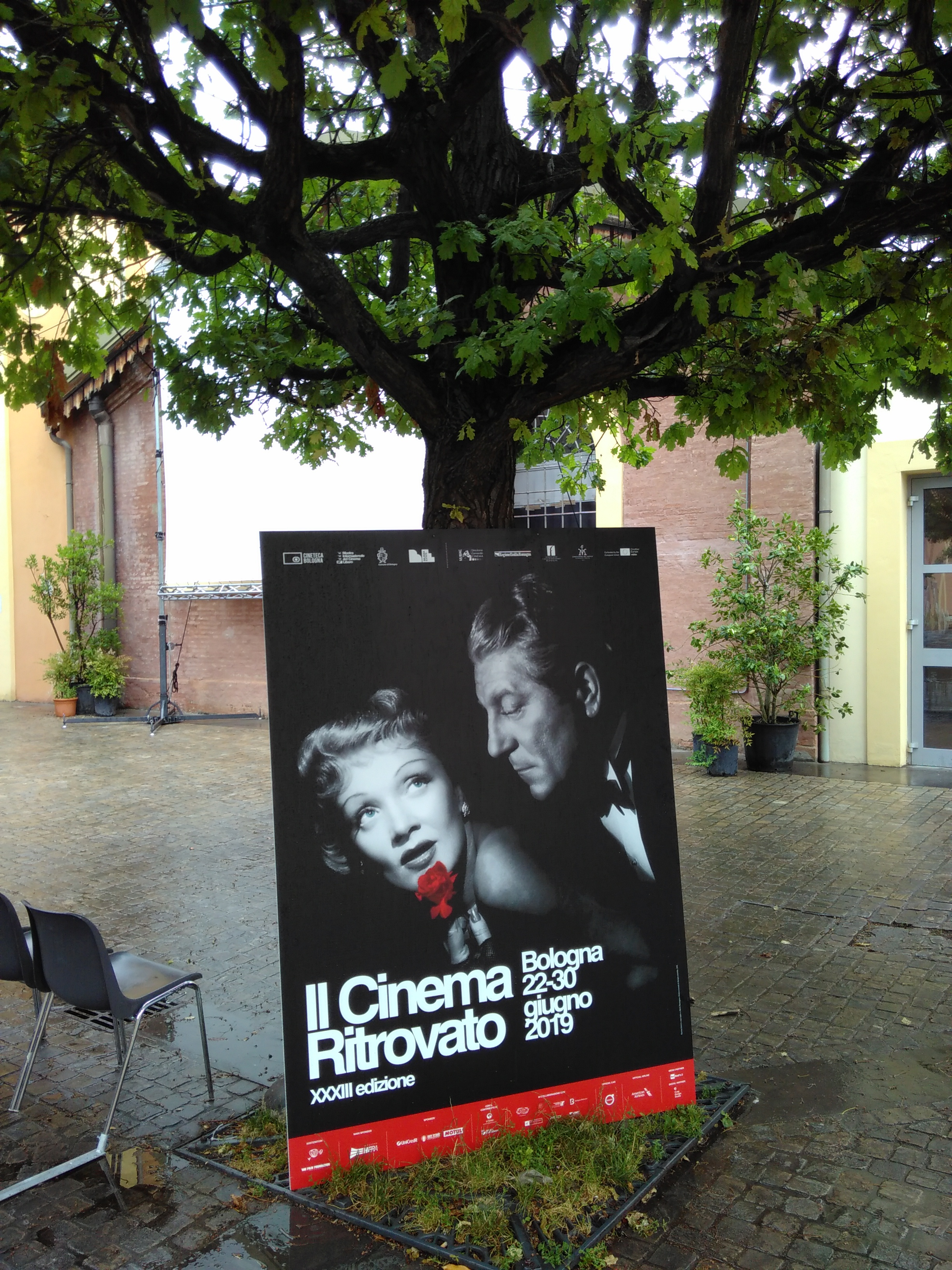
Poster des Filmfestivals "Il Cinema Ritrovato 2019" auf der Piazzetta Pier Paolo Pasolini in Bologna
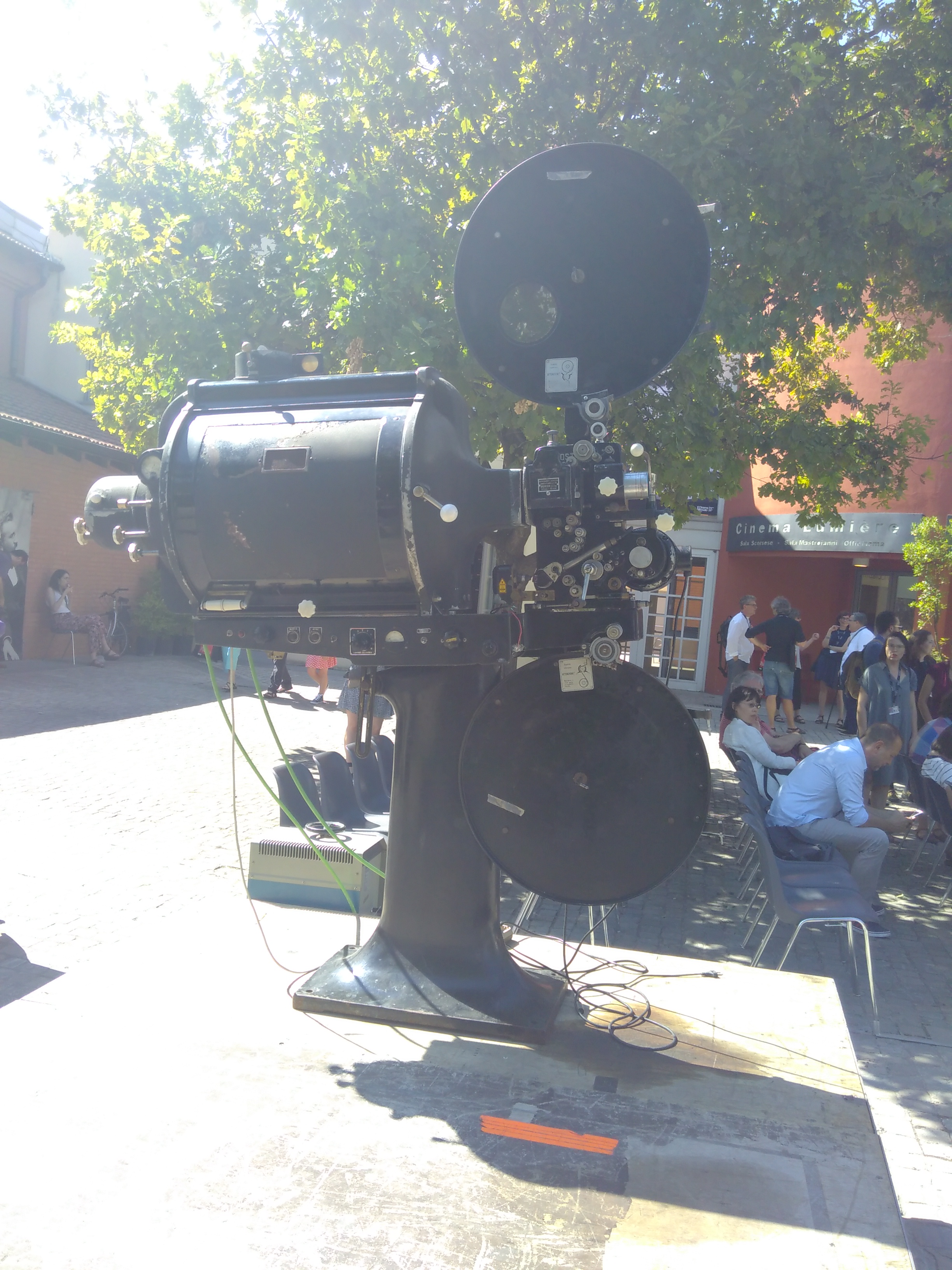
Filmprojektor auf der Piazzetta Pier Paolo Pasolini während des Filmfestivals "Il Cinema Ritrovato 2019"